# The Shadow of Your Smile
The Shadow of Your Smile ist ein Lied von Johnny Mandel (Musik) und Paul Francis Webster (Text) aus dem Jahr 1965. Die für Vincente Minnellis Spielfilm The Sandpiper entstandene Ballade (zunächst unter dem Titel Love Theme from The Sandpiper) gehört mittlerweile zum Great American Songbook und hat sich auch zum Jazzstandard entwickelt.

## Kennzeichen des Songs
Der Text handelt vom Abschied, und dem Lächeln eines Menschen, dessen Schatten beim Verlassenen zurückbleibt und immer wieder tröstet, wie es im Refrain heißt:
The shadow of your smile

When you are gone

Will color all my dreams

And light the dawn.
Das 32-taktige Lied ist in der einfachen Liedform (Strophe, Refrain) gehalten. Es beginnt mit einer aufsteigenden Achtelnotenfolge (h-e-fis-g-h) im Auftakt, die im ersten Takt wieder bis hinab zum cis stürzt, einem sehr einprägsamen, schlagwortartigen Motiv. Diese Phrase wird mehrmals variiert; dann folgen lange Notenwerte über einem Bossa-Nova-Beat.

## Wirkungsgeschichte
The Shadow of Your Smile wurde zunächst als Love Theme from The Sandpiper in Minnellis Film in einer Instrumentalversion eingesetzt, wobei Jack Sheldon ein Trompetensolo beisteuerte. Im Abspann ist eine von einem Chor gesungene Version zu hören. 1966 wurde die Ballade mit dem Oscar für den besten Filmsong ausgezeichnet. Mandel arrangierte und dirigierte den Song auch für Tony Bennett, der damit einen kleineren Hit hatte; diese Version erhielt 1966 als „Song des Jahres“ den Grammy Award. Eddie Harris eröffnete mit dem Song 1965 sein Album The In Sound (1965).
Jazzsängerinnen wie Carmen McRae (1965) und Blossom Dearie (1966) lieferten frühe Versionen. Auch Astrud Gilberto trug zur Popularität des Liedes bei, indem sie es zum Titelsong eines ihrer Alben machte. Mandel arrangierte The Shadow of Your Smile auch für Rosemary Clooney anlässlich eines Konzertes in der Carnegie Hall. Später folgten Lenny Andrade und Vokalistinnen wie Jenny Evans oder Greetje Kauffeld.
Zahlreiche Jazzmusiker wie John Patton, Benny Goodman, Erroll Garner, Hampton Hawes, Bill Evans, Johnny Smith, das Modern Jazz Quartet, Oscar Peterson und Wes Montgomery erkannten das Potenzial der Melodie und nahmen den Song innerhalb kurzer Zeit in ihr Repertoire auf. Oliver Nelson spielte 1966 eine der „überlegtesten Versionen“ mit seinem Quartett ein; in den 1970er Jahren nahmen sich weitere Saxophonisten wie Illinois Jacquet, Dexter Gordon oder Art Pepper der Ballade an. In den 1990er Jahren interpretierte Tito Puente den Song ebenso wie die Singers Unlimited oder Niels-Henning Ørsted Pedersen. Auch Gitarristen wie Joe Pass, Herb Ellis, Gene Bertoncini, John Pizzarelli oder Biréli Lagrène verwendeten The Shadow of Your Smile als Vorlage für ihre Improvisationen.
Im Bereich Pop wurde das Stück ebenfalls zahlreich interpretiert, unter anderem von Peggy Lee (1965), Brenda Lee (1966), Mary Wells (1966), Shirley Bassey (1966), Nancy Sinatra (1966) und Jill Corey (1968). 
Einige Interpretationen kreuzen die Grenze zum Kitsch; „mit heftig satirischen Mitteln“ haben dies Interpreten wie Joey Baron oder Anthony Ortega aufgespießt. In diese Kategorie fällt auch der Song Helmut Owiewohl von Udo Lindenberg aus dem Jahre 1985, in dem er auf dieselbe Melodie einen satirisch-bissigen Text über ein fiktives homoerotisches Abenteuer mit Helmut Kohl singt.